# Campeonato Descentralizado 2013
El Campeonato Descentralizado  2013, por razones de patrocinio como Copa Movistar 2013, fue la edición número 97 de la Primera División del Perú, la cuadragésimo octava desde que se descentraliza en 1966, la cuadragésimo octava bajo la denominación de Campeonato Descentralizado y la tercera bajo el patrocinio de Movistar.
Tuvo su inicio el viernes 8 de febrero y su culminación se dio lugar el miércoles 18 de diciembre.
El campeonato constituye una competencia de carácter oficial a nivel nacional y participaron en el mismo los dieciséis clubes que integran la máxima categoría. La organización, control y desarrollo del torneo estuvo a cargo de la Asociación Deportiva de Fútbol Profesional (ADFP), bajo la supervisión de la Federación Peruana de Fútbol (FPF). Se otorgaron tres cupos para la Copa Libertadores 2014 y cuatro para la Copa Sudamericana 2014.
Universitario de Deportes y Real Garcilaso ganaron sus respectivas liguillas, por tal motivo se enfrentaron a fin de año para definir al Campeón Nacional, resultando ganador el equipo crema, que de esta manera sumó su vigésimo sexto título en Primera División. Asimismo, Universitario batió récord histórico de taquilla en la historia del fútbol peruano.
Con respecto al torneo anterior, son dos los nuevos equipos: Pacífico FC y Universidad Técnica de Cajamarca, en reemplazo de los descendidos Sport Boys y Cobresol.

## Sistema de competición
Al igual que en la temporada anterior, el campeonato se llevará a cabo en tres etapas: en la primera, los equipos jugarán en la modalidad de todos contra todos (fase regular); en la segunda etapa, lo harán a través de dos series, mientras que en la tercera los ganadores de cada serie disputarán el título nacional.
Luego de terminar las 30 fechas de la primera etapa, el equipo que finalice en primer lugar clasificará a la Copa Libertadores 2014 como Perú 3 (siempre y cuando quede entre los ocho primeros lugares de la tabla acumulada al finalizar la segunda etapa). Culminada la primera etapa, los equipos que finalicen en posiciones impares formarán la "Liguilla A", mientras que quienes acaben en posiciones pares irán a la "Liguilla B". En esta segunda etapa, habrá dos ruedas de siete fechas cada una y todos los equipos empezarán con los puntos que hicieron en la primera etapa. Los equipos que finalicen en el primer lugar de cada grupo, clasificarán a la fase de grupos de la Copa Libertadores y disputarán el Título Nacional en play-offs de ida y vuelta (tercera etapa).
El equipo que termine en el tercer lugar de la tabla acumulada, clasificará a la primera fase de la Copa Libertadores 2014. Los cuatro equipos subsiguientes obtendrán un cupo para la Copa Sudamericana 2014. Finalmente, los dos equipos con peor puntaje acumulado descenderán a Segunda División.

## Ascensos y descensos
Hubo 2 Descensos en la Temporada 2012 y 2 Ascensos (1 Campeón de Copa Perú y 1 Campeón de Segunda División) en esta Temporada.
Por lo que se Mantienen los mismos 16 equipos para este 2013.
| Posición            | Ascendidos de la Copa Perú y Segunda División 2012 |
| ------------------- | -------------------------------------------------- |
| 1. 1º Final CP 2012 | UTC de Cajamarca (Copa Perú 2012 Final) Asciende   |
| 2. 1º 2D 2012       | Pacífico FC (Segunda División 2012) Asciende       |

| Posición    | Descendidos a la Segunda División 2013                                                                                            |
| ----------- | --- |
| 15° 1D 2012 | Sport Boys (Segunda División 2013) (D)                                                                                            |
| 16° 1D 2012 | Cobresol FBC (Segunda División 2013 pero a falta de 8 fechas, volvió a descender por Deudas y sus Resultados fueron borrados) (D) |

- El Cobresol FBC descendió Segunda División 2013 pero a falta de 8 fechas, descendió a Copa Perú 2014 por Deudas y sus Resultados fueron borrados.

## Equipos participantes
| Club                      | Ciudad    | Entrenador            | Estadio                   | Capacidad | Césped     | Patrocinador |
| ------------------------- | --------- | --------------------- | ------------------------- | --------- | ---------- | ------------ |
| Alianza Lima              | Lima      | Francisco Pizarro (i) | Alejandro Villanueva      | 35.000    | Natural    | Nike         |
| Cienciano                 | Cusco     | Mario Viera           | Municipal de Espinar      | 15.000    | Natural    | Walon        |
| FBC Melgar                | Arequipa  | Franco Navarro        | Mariano Melgar            | 20.000    | Natural    | Marathon     |
| Inti Gas                  | Ayacucho  | Rolando Chilavert     | Ciudad de Cumaná          | 15.000    | Natural    | Real         |
| José Gálvez               | Chimbote  | Julio Zamora          | Manuel Rivera Sánchez     | 25.000    | Artificial | Real         |
| Juan Aurich               | Chiclayo  | Roberto Mosquera      | Francisco Mendoza Pizarro | 5.000     | Natural    | Walon        |
| León                      | Huánuco   | César Chacón          | Heraclio Tapia            | 25.000    | Natural    | Triathlon    |
| Pacífico FC               | Huacho    | Mario Flores          | Segundo Aranda Torres     | 10.000    | Natural    | Loma's       |
| Real Garcilaso            | Cusco     | Fredy García          | Municipal de Urcos        | 10.000    | Natural    | Marathon     |
| Sport Huancayo            | Huancayo  | Gonzalo Arguinchona   | Huancayo                  | 20.000    | Natural    | Manchete     |
| Sporting Cristal          | Lima      | Claudio Vivas         | Alberto Gallardo          | 18.000    | Natural    | Adidas       |
| Unión Comercio            | Rioja     | Javier Arce           | IPD de Moyobamba          | 5.000     | Natural    | Triathlon    |
| Universidad César Vallejo | Trujillo  | Víctor Rivera         | Municipal de Casa Grande  | 8.000     | Natural    | Walon        |
| Universidad San Martín    | Callao    | Julio César Uribe     | Miguel Grau               | 18.000    | Natural    | Umbro        |
| Universidad Técnica       | Cajamarca | Rafael Castillo       | Héroes de San Ramón       | 12.000    | Artificial | Convert      |
| Universitario             | Lima      | Ángel David Comizzo   | Monumental                | 80.093    | Natural    | Umbro        |

### Distribución geográfica
| Departamento | Equipos                                                    |
| ------------ | ---------------------------------------------------------- |
| Lima         | Alianza Lima Sporting Cristal Universitario Pacífico F. C. |
| Cuzco        | Cienciano Real Garcilaso                                   |
| Callao       | San Martín                                                 |
| Áncash       | José Gálvez                                                |
| Arequipa     | F. B. C. Melgar                                            |
| Ayacucho     | Inti Gas                                                   |
| Cajamarca    | Universidad Técnica                                        |
| Huánuco      | León de Huánuco                                            |
| Junín        | Sport Huancayo                                             |
| La Libertad  | Universidad César Vallejo                                  |
| Lambayeque   | Juan Aurich                                                |
| San Martín   | Unión Comercio                                             |

| José Gálvez U. César Vallejo Cienciano Garcilaso Melgar Inti Gas Juan Aurich León de Huánuco Sport Huancayo Unión Comercio Universidad Técnica Alianza Lima Sporting Cristal San Martín Universitario Pacífico F. C. |

## Primera etapa

### Tabla de posiciones
- Actualizada al 25 de agosto de 2013 (fecha 30).

Fuente: ADFP
|  | Pos. | Equipo                    |                       | PJ | PG | PE | PP | GF | GC | Dif. | Pts. |
|  | 1º   | Real Garcilaso (1)        | Se mantuvo            | 30 | 17 | 7  | 6  | 41 | 20 | +21  | 57   |
|  | 2º   | Universitario             | Se mantuvo            | 30 | 15 | 8  | 7  | 41 | 24 | +17  | 53   |
|  | 3º   | Sporting Cristal (2)      | Se mantuvo            | 30 | 14 | 7  | 9  | 51 | 33 | +18  | 49   |
|  | 4º   | UTC                       | Descendió de posición | 30 | 13 | 8  | 9  | 33 | 28 | +5   | 47   |
|  | 5º   | Universidad César Vallejo | Ascendió de posición  | 30 | 12 | 10 | 8  | 35 | 32 | +3   | 46   |
|  | 6º   | León de Huánuco           | Descendió de posición | 30 | 11 | 12 | 7  | 38 | 27 | +11  | 45   |
|  | 7º   | Alianza Lima              | Ascendió de posición  | 30 | 13 | 6  | 11 | 34 | 33 | +1   | 45   |
|  | 8°   | Inti Gas                  | Descendió de posición | 30 | 11 | 10 | 9  | 41 | 38 | +3   | 43   |
|  | 9º   | Sport Huancayo            | Ascendió de posición  | 30 | 11 | 9  | 10 | 40 | 41 | -1   | 42   |
|  | 10º  | Cienciano                 | Se mantuvo            | 30 | 10 | 9  | 11 | 30 | 39 | -9   | 39   |
|  | 11º  | FBC Melgar                | Ascendió de posición  | 30 | 8  | 12 | 10 | 32 | 33 | -1   | 36   |
|  | 12º  | Juan Aurich               | Se mantuvo            | 30 | 8  | 9  | 13 | 37 | 37 | 0    | 33   |
|  | 13º  | Pacífico FC               | Descendió de posición | 30 | 7  | 12 | 11 | 22 | 33 | -11  | 33   |
|  | 14º  | Universidad San Martín    | Se mantuvo            | 30 | 8  | 6  | 16 | 26 | 44 | -18  | 30   |
|  | 15º  | Unión Comercio            | Se mantuvo            | 30 | 6  | 8  | 16 | 24 | 40 | -16  | 26   |
|  | 16º  | José Gálvez               | Se mantuvo            | 30 | 6  | 7  | 17 | 38 | 64 | -26  | 25   |

| 1º | Avanza al grupo de impares. |
| 2º | Avanza al grupo de pares.   |

|  | Clasificado a la primera fase de la Copa Libertadores 2014 (tercer cupo) y avanza al grupo impar. |

2  Sporting Cristal Perdió con marcador en contra de 3-0 por no jugar contra Real Garcilaso, en Urcos.
PJ = Partidos jugados; G = Partidos ganados; E = Partidos empatados; P = Partidos perdidos; GF = Goles a favor; GC = Goles en contra; Dif = Diferencia de goles; PTS = Puntos.
- Criterios de clasificación: 1) Puntos; 2) Diferencia de goles; 3) Goles a favor; 4) Resultado entre clubes involucrados.[3]

### Fixture

#### Primera rueda
| Real Garcilaso   | 4 - 0 | Sport Huancayo            | Inca Garcilaso de la Vega | 8 de febrero  | 20:00 |
| Inti Gas         | 2 - 0 | León de Huánuco           | Ciudad de Cumaná          | 9 de febrero  | 13:30 |
| Sporting Cristal | 1 - 0 | Universidad San Martín    | Alberto Gallardo          | 9 de febrero  | 15:45 |
| Universitario    | 1 - 0 | Universidad César Vallejo | Monumental                | 9 de febrero  | 18:00 |
| Pacífico FC      | 1 - 0 | Juan Aurich               | Miguel Grau               | 9 de febrero  | 20:15 |
| Unión Comercio   | 2 - 2 | José Gálvez               | Carlos Vidaurre García    | 10 de febrero | 13:30 |
| UTC              | 1 - 2 | Alianza Lima              | Héroes de San Ramón       | 10 de febrero | 15:00 |
| FBC Melgar       | 1 - 2 | Cienciano                 | Mariano Melgar            | 6 de marzo    | 13:30 |

| Alianza Lima              | 0 - 0 | Pacífico FC      | Alejandro Villanueva      | 16 de febrero | 15:30 |
| José Gálvez               | 2 - 2 | Inti Gas         | Manuel Rivera Sánchez     | 16 de febrero | 17:45 |
| León de Huánuco           | 2 - 0 | UTC              | Heraclio Tapia            | 17 de febrero | 13:00 |
| Juan Aurich               | 2 - 1 | FBC Melgar       | Francisco Mendoza Pizarro | 17 de febrero | 13:00 |
| Cienciano                 | 0 - 1 | Real Garcilaso   | Inca Garcilaso de la Vega | 17 de febrero | 15:15 |
| Universidad San Martín    | 0 - 0 | Universitario    | Miguel Grau               | 17 de febrero | 16:00 |
| Universidad César Vallejo | 3 - 1 | Unión Comercio   | Mansiche                  | 17 de febrero | 18:15 |
| Sport Huancayo            | 2 - 1 | Sporting Cristal | Huancayo                  | 18 de febrero | 15:00 |

| José Gálvez      | 1 - 1 | Universidad César Vallejo | Manuel Gómez Arellano     | 23 de febrero | 13:30 |
| Sporting Cristal | 5 - 0 | Cienciano                 | Alberto Gallardo          | 23 de febrero | 15:45 |
| Universitario    | 2 - 3 | Sport Huancayo            | Monumental                | 23 de febrero | 18:00 |
| Pacífico FC      | 0 - 0 | León de Huánuco           | Miguel Grau               | 23 de febrero | 20:15 |
| FBC Melgar       | 0 - 2 | Alianza Lima              | Mariano Melgar            | 24 de febrero | 11:30 |
| Unión Comercio   | 2 - 0 | Universidad San Martín    | Carlos Vidaurre García    | 24 de febrero | 13:45 |
| UTC              | 3 - 1 | Inti Gas                  | Héroes de San Ramón       | 24 de febrero | 16:00 |
| Real Garcilaso   | 2 - 1 | Juan Aurich               | Inca Garcilaso de la Vega | 21 de marzo   | 15:00 |

| UTC                    | 1 - 0 | Universidad César Vallejo | Héroes de San Ramón       | 1 de marzo | 16:00 |
| Inti Gas               | 1 - 1 | Pacífico FC               | Ciudad de Cumaná          | 2 de marzo | 13:15 |
| Cienciano              | 1 - 1 | Universitario             | Inca Garcilaso de la Vega | 2 de marzo | 15:20 |
| Alianza Lima           | 1 - 0 | Real Garcilaso            | Alejandro Villanueva      | 2 de marzo | 17:35 |
| León de Huánuco        | 0 - 0 | FBC Melgar                | Heraclio Tapia            | 3 de marzo | 11:00 |
| Juan Aurich            | 3 - 0 | Sporting Cristal          | Francisco Mendoza Pizarro | 3 de marzo | 13:00 |
| Sport Huancayo         | 1 - 0 | Unión Comercio            | Huancayo                  | 3 de marzo | 15:15 |
| Universidad San Martín | 3 - 5 | José Gálvez               | Miguel Grau               | 3 de marzo | 16:00 |

| Universidad César Vallejo | 1 - 0 | Universidad San Martín | Mansiche                  | 8 de marzo  | 20:00 |
| José Gálvez               | 2 - 1 | Sport Huancayo         | Manuel Rivera Sánchez     | 9 de marzo  | 16:00 |
| Pacífico FC               | 0 - 0 | UTC                    | Miguel Grau               | 9 de marzo  | 18:05 |
| Alianza Lima              | 2 - 2 | Sporting Cristal       | Nacional                  | 9 de marzo  | 20:10 |
| FBC Melgar                | 1 - 2 | Inti Gas               | Mariano Melgar            | 10 de marzo | 11:30 |
| Unión Comercio            | 1 - 1 | Cienciano              | Carlos Vidaurre García    | 10 de marzo | 13:35 |
| Real Garcilaso            | 0 - 0 | León de Huánuco        | Inca Garcilaso de la Vega | 10 de marzo | 15:40 |
| Universitario             | 1 - 0 | Juan Aurich            | Monumental                | 10 de marzo | 18:00 |

| UTC             | 1 - 1 | FBC Melgar                | Héroes de San Ramón       | 15 de marzo | 16:00 |
| Alianza Lima    | 1 - 0 | Universitario             | Nacional                  | 15 de marzo | 19:30 |
| Inti Gas        | 1 - 2 | Real Garcilaso            | Ciudad de Cumaná          | 16 de marzo | 13:30 |
| Juan Aurich     | 2 - 0 | Unión Comercio            | Francisco Mendoza Pizarro | 16 de marzo | 15:45 |
| Pacífico FC     | 3 - 0 | Universidad San Martín    | Miguel Grau               | 16 de marzo | 18:00 |
| Cienciano       | 1 - 0 | José Gálvez               | Inca Garcilaso de la Vega | 16 de marzo | 20:15 |
| León de Huánuco | 1 - 2 | Sporting Cristal          | Heraclio Tapia            | 17 de marzo | 13:15 |
| Sport Huancayo  | 1 - 1 | Universidad César Vallejo | Huancayo                  | 17 de marzo | 15:30 |

| Universidad César Vallejo | 1 - 0 | Cienciano       | Mansiche               | 29 de marzo | 20:15 |
| Sporting Cristal          | 5 - 0 | Inti Gas        | Alberto Gallardo       | 30 de marzo | 15:30 |
| FBC Melgar                | 2 - 0 | Pacífico FC     | Mariano Melgar         | 31 de marzo | 11:15 |
| Unión Comercio            | 2 - 1 | Alianza Lima    | Carlos Vidaurre García | 31 de marzo | 13:30 |
| José Gálvez               | 2 - 2 | Juan Aurich     | Manuel Rivera Sánchez  | 31 de marzo | 15:45 |
| Universitario             | 4 - 0 | León de Huánuco | Monumental             | 31 de marzo | 18:00 |
| Universidad San Martín    | 1 - 1 | Sport Huancayo  | Miguel Grau            | 1 de abril  | 16:00 |
| Real Garcilaso            | 2 - 0 | UTC             | Thomas E. Payne        | 10 de junio | 13:00 |

| Real Garcilaso  | 2 - 0 | Pacífico FC               | Inca Garcilaso de la Vega | 5 de abril | 20:00 |
| Inti Gas        | 1 - 3 | Universitario             | Ciudad de Cumaná          | 6 de abril | 13:30 |
| UTC             | 0 - 2 | Sporting Cristal          | Héroes de San Ramón       | 6 de abril | 16:00 |
| Alianza Lima    | 1 - 0 | José Gálvez               | Alejandro Villanueva      | 6 de abril | 18:05 |
| Cienciano       | 2 - 0 | Universidad San Martín    | Inca Garcilaso de la Vega | 6 de abril | 20:15 |
| León de Huánuco | 2 - 2 | Sport Huancayo            | Heraclio Tapia            | 7 de abril | 11:15 |
| Juan Aurich     | 1 - 0 | Universidad César Vallejo | Francisco Mendoza Pizarro | 7 de abril | 13:30 |
| FBC Melgar      | 2 - 1 | Unión Comercio            | Mariano Melgar            | 7 de abril | 15:45 |

| Real Garcilaso            | 1 - 1 | FBC Melgar      | Inca Garcilaso de la Vega | 13 de abril | 15:45 |
| José Gálvez               | 2 - 6 | León de Huánuco | Manuel Rivera Sánchez     | 13 de abril | 18:00 |
| Universidad César Vallejo | 1 - 0 | Alianza Lima    | Mansiche                  | 13 de abril | 20:15 |
| Unión Comercio            | 1 - 1 | Inti Gas        | Carlos Vidaurre García    | 14 de abril | 11:15 |
| Sporting Cristal          | 2 - 2 | Pacífico FC     | Alberto Gallardo          | 14 de abril | 11:15 |
| Universidad San Martín    | 2 - 2 | Juan Aurich     | Miguel Grau               | 14 de abril | 13:30 |
| Sport Huancayo            | 3 - 0 | Cienciano       | Huancayo                  | 14 de abril | 15:45 |
| Universitario             | 0 - 1 | UTC             | Monumental                | 14 de abril | 18:00 |

| Inti Gas        | 3 - 2 | Cienciano                 | Ciudad de Cumaná     | 20 de abril | 13:30 |
| UTC             | 3 - 0 | José Gálvez               | Héroes de San Ramón  | 20 de abril | 15:45 |
| Alianza Lima    | 2 - 3 | Universidad San Martín    | Alejandro Villanueva | 20 de abril | 18:00 |
| Pacífico FC     | 1 - 1 | Unión Comercio            | Miguel Grau          | 20 de abril | 20:15 |
| León de Huánuco | 2 - 2 | Universidad César Vallejo | Heraclio Tapia       | 21 de abril | 11:00 |
| FBC Melgar      | 3 - 0 | Sporting Cristal          | Mariano Melgar       | 21 de abril | 13:30 |
| Juan Aurich     | 1 - 1 | Sport Huancayo            | Elías Aguirre        | 22 de mayo  | 18:00 |
| Real Garcilaso  | 2 - 1 | Universitario             | Municipal de Urcos   | 3 de julio  | 13:00 |

| Universidad San Martín    | 0 - 1 | León de Huánuco | Miguel Grau               | 23 de abril | 17:45 |
| Universidad César Vallejo | 1 - 0 | Inti Gas        | Mansiche                  | 23 de abril | 20:00 |
| Unión Comercio            | 0 - 0 | UTC             | Carlos Vidaurre García    | 24 de abril | 13:30 |
| Sport Huancayo            | 3 - 2 | Alianza Lima    | Huancayo                  | 24 de abril | 15:45 |
| Cienciano                 | 1 - 1 | Juan Aurich     | Inca Garcilaso de la Vega | 24 de abril | 18:00 |
| Universitario             | 3 - 0 | FBC Melgar      | Monumental                | 24 de abril | 20:15 |
| José Gálvez               | 3 - 1 | Pacífico FC     | Manuel Rivera Sánchez     | 25 de abril | 18:00 |
| Sporting Cristal          | 2 - 1 | Real Garcilaso  | Alberto Gallardo          | 17 de julio | 15:00 |

| Inti Gas         | 2 - 0 | Universidad San Martín    | Ciudad de Cumaná          | 27 de abril | 13:30 |
| UTC              | 0 - 2 | Sport Huancayo            | Héroes de San Ramón       | 27 de abril | 15:45 |
| Alianza Lima     | 0 - 1 | Cienciano                 | Alejandro Villanueva      | 27 de abril | 18:00 |
| FBC Melgar       | 1 - 0 | José Gálvez               | Mariano Melgar            | 28 de abril | 11:15 |
| León de Huánuco  | 1 - 1 | Juan Aurich               | Heraclio Tapia            | 28 de abril | 13:30 |
| Sporting Cristal | 4 - 0 | Universitario             | Nacional                  | 28 de abril | 15:45 |
| Pacífico FC      | 2 - 1 | Universidad César Vallejo | Miguel Grau               | 28 de abril | 18:00 |
| Real Garcilaso   | 1 - 0 | Unión Comercio            | Inca Garcilaso de la Vega | 28 de abril | 20:15 |

| Sport Huancayo            | 0 - 2 | Inti Gas         | Huancayo                  | 30 de abril | 15:45 |
| Universidad San Martín    | 1 - 1 | UTC              | Miguel Grau               | 30 de abril | 18:00 |
| Unión Comercio            | 0 - 3 | Sporting Cristal | Regional IPD              | 1 de mayo   | 13:30 |
| Juan Aurich               | 0 - 1 | Alianza Lima     | Elías Aguirre             | 1 de mayo   | 15:45 |
| Universitario             | 0 - 0 | Pacífico FC      | Monumental                | 1 de mayo   | 18:00 |
| Universidad César Vallejo | 4 - 3 | FBC Melgar       | Mansiche                  | 1 de mayo   | 20:15 |
| José Gálvez               | 0 - 0 | Real Garcilaso   | Manuel Rivera Sánchez     | 2 de mayo   | 16:00 |
| Cienciano                 | 1 - 0 | León de Huánuco  | Inca Garcilaso de la Vega | 2 de mayo   | 20:00 |

| Inti Gas         | 2 - 2 | Juan Aurich               | Ciudad de Cumaná          | 4 de mayo | 13:30 |
| Pacífico FC      | 2 - 1 | Sport Huancayo            | Segundo Aranda Torres     | 4 de mayo | 15:40 |
| Universitario    | 1 - 0 | Unión Comercio            | Monumental                | 4 de mayo | 18:00 |
| Sporting Cristal | 4 - 0 | José Gálvez               | Alberto Gallardo          | 5 de mayo | 11:15 |
| FBC Melgar       | 1 - 0 | Universidad San Martín    | Mariano Melgar            | 5 de mayo | 13:30 |
| León de Huánuco  | 2 - 2 | Alianza Lima              | Heraclio Tapia            | 5 de mayo | 15:45 |
| Real Garcilaso   | 4 - 0 | Universidad César Vallejo | Inca Garcilaso de la Vega | 5 de mayo | 18:00 |
| UTC              | 1 - 1 | Cienciano                 | Héroes de San Ramón       | 6 de mayo | 16:00 |

| Alianza Lima              | 1 - 4 | Inti Gas         | Miguel Grau               | 11 de mayo | 13:15 |
| Cienciano                 | 1 - 0 | Pacífico FC      | Inca Garcilaso de la Vega | 11 de mayo | 15:30 |
| Juan Aurich               | 2 - 1 | UTC              | Elías Aguirre             | 11 de mayo | 18:00 |
| Universidad César Vallejo | 1 - 0 | Sporting Cristal | Mansiche                  | 11 de mayo | 20:15 |
| Universidad San Martín    | 0 - 1 | Real Garcilaso   | Miguel Grau               | 12 de mayo | 11:15 |
| Unión Comercio            | 0 - 0 | León de Huánuco  | Regional IPD              | 12 de mayo | 13:30 |
| José Gálvez               | 1 - 3 | Universitario    | Manuel Rivera Sánchez     | 12 de mayo | 15:45 |
| Sport Huancayo            | 2 - 2 | FBC Melgar       | Huancayo                  | 13 de mayo | 15:45 |

#### Segunda rueda
| Alianza Lima              | 1 - 0 | UTC              | Alejandro Villanueva      | 18 de mayo | 13:30 |
| Sport Huancayo            | 1 - 1 | Real Garcilaso   | Huancayo                  | 18 de mayo | 15:45 |
| José Gálvez               | 4 - 1 | Unión Comercio   | Manuel Rivera Sánchez     | 18 de mayo | 18:00 |
| Universidad San Martín    | 0 - 3 | Sporting Cristal | Bandera de Lima Nacional  | 18 de mayo | 20:15 |
| León de Huánuco           | 0 - 0 | Inti Gas         | Heraclio Tapia            | 19 de mayo | 11:15 |
| Cienciano                 | 0 - 0 | FBC Melgar       | Inca Garcilaso de la Vega | 19 de mayo | 13:30 |
| Universidad César Vallejo | 0 - 1 | Universitario    | Mansiche                  | 19 de mayo | 15:45 |
| Juan Aurich               | 0 - 0 | Pacífico FC      | Elías Aguirre             | 19 de mayo | 18:00 |

| Sporting Cristal | 2 - 2 | Sport Huancayo            | Alberto Gallardo      | 25 de mayo  | 11:15 |
| Inti Gas         | 2 - 0 | José Gálvez               | Municipal de Huanta   | 25 de mayo  | 13:30 |
| UTC              | 2 - 1 | León de Huánuco           | Héroes de San Ramón   | 25 de mayo  | 15:45 |
| Universitario    | 2 - 0 | Universidad San Martín    | Monumental            | 25 de mayo  | 20:15 |
| Unión Comercio   | 1 - 1 | Universidad César Vallejo | Regional IPD          | 26 de mayo  | 11:15 |
| FBC Melgar       | 2 - 0 | Juan Aurich               | Mariano Melgar        | 26 de mayo  | 13:30 |
| Pacífico FC      | 1 - 2 | Alianza Lima              | Segundo Aranda Torres | 26 de mayo  | 15:45 |
| Real Garcilaso   | 2 - 2 | Cienciano                 | Municipal de Urcos    | 31 de julio | 13:30 |

| Universidad César Vallejo | 3 - 1 | José Gálvez      | Mansiche                  | 31 de mayo | 20:00 |
| Universidad San Martín    | 3 - 1 | Unión Comercio   | Miguel Grau               | 1 de junio | 11:15 |
| Juan Aurich               | 0 - 1 | Real Garcilaso   | Francisco Mendoza Pizarro | 1 de junio | 13:30 |
| Sport Huancayo            | 1 - 1 | Universitario    | Huancayo                  | 1 de junio | 15:45 |
| León de Huánuco           | 3 - 0 | Pacífico FC      | Heraclio Tapia            | 2 de junio | 11:00 |
| Inti Gas                  | 0 - 2 | UTC              | Ciudad de Cumaná          | 2 de junio | 13:15 |
| Cienciano                 | 2 - 0 | Sporting Cristal | Inca Garcilaso de la Vega | 2 de junio | 15:30 |
| Alianza Lima              | 1 - 0 | FBC Melgar       | Alejandro Villanueva      | 3 de junio | 19:00 |

| FBC Melgar                | 1 - 1 | León de Huánuco        | Mariano Melgar           | 14 de junio | 15:00 |
| José Gálvez               | 1 - 2 | Universidad San Martín | Manuel Rivera Sánchez    | 14 de junio | 17:45 |
| Universitario             | 0 - 0 | Cienciano              | Monumental               | 14 de junio | 20:00 |
| Unión Comercio            | 4 - 0 | Sport Huancayo         | Regional IPD             | 15 de junio | 11:30 |
| Universidad César Vallejo | 2 - 1 | UTC                    | Municipal de Casa Grande | 15 de junio | 13:45 |
| Pacífico FC               | 1 - 0 | Inti Gas               | Segundo Aranda Torres    | 15 de junio | 15:45 |
| Sporting Cristal          | 1 - 0 | Juan Aurich            | Alberto Gallardo         | 16 de junio | 11:25 |
| Real Garcilaso            | 0 - 0 | Alianza Lima           | Municipal de Urcos       | 16 de junio | 14:45 |

| Cienciano              | 0 - 2 | Unión Comercio            | Thomas E. Payne           | 18 de junio | 13:15 |
| UTC                    | 1 - 1 | Pacífico FC               | Héroes de San Ramón       | 18 de junio | 15:30 |
| Sport Huancayo         | 4 - 1 | José Gálvez               | Huancayo                  | 19 de junio | 11:00 |
| León de Huánuco        | 1 - 0 | Real Garcilaso            | Heraclio Tapia            | 19 de junio | 13:15 |
| Juan Aurich            | 1 - 2 | Universitario             | Francisco Mendoza Pizarro | 19 de junio | 15:30 |
| Universidad San Martín | 0 - 0 | Universidad César Vallejo | Miguel Grau               | 19 de junio | 18:00 |
| Alianza Lima           | 1 - 0 | Sporting Cristal          | Nacional                  | 19 de junio | 20:00 |
| Inti Gas               | 2 - 1 | FBC Melgar                | Ciudad de Cumaná          | 20 de junio | 13:30 |

| Unión Comercio            | 0 - 1 | Juan Aurich     | Regional IPD             | 22 de junio | 13:15 |
| Sporting Cristal          | 3 - 1 | León de Huánuco | Alberto Gallardo         | 22 de junio | 15:30 |
| José Gálvez               | 3 - 2 | Cienciano       | Manuel Rivera Sánchez    | 22 de junio | 18:00 |
| Universidad César Vallejo | 1 - 1 | Sport Huancayo  | Municipal de Casa Grande | 23 de junio | 11:15 |
| Real Garcilaso            | 4 - 2 | Inti Gas        | Municipal de Urcos       | 23 de junio | 13:30 |
| Universitario             | 1 - 0 | Alianza Lima    | Monumental               | 23 de junio | 15:45 |
| Universidad San Martín    | 3 - 1 | Pacífico FC     | Miguel Grau              | 23 de junio | 18:00 |
| FBC Melgar                | 0 - 0 | UTC             | Mariano Melgar           | 24 de junio | 13:00 |

| Juan Aurich     | 3 - 1 | José Gálvez               | Francisco Mendoza Pizarro | 28 de junio | 13:00 |
| Inti Gas        | 0 - 0 | Sporting Cristal          | Ciudad de Cumaná          | 29 de junio | 13:15 |
| UTC             | 1 - 0 | Real Garcilaso            | Héroes de San Ramón       | 29 de junio | 15:30 |
| Alianza Lima    | 1 - 1 | Unión Comercio            | Alejandro Villanueva      | 29 de junio | 17:45 |
| Pacífico FC     | 0 - 0 | FBC Melgar                | Segundo Aranda Torres     | 30 de junio | 11:00 |
| Cienciano       | 2 - 1 | Universidad César Vallejo | Thomas E. Payne           | 30 de junio | 13:15 |
| León de Huánuco | 2 - 0 | Universitario             | Heraclio Tapia            | 30 de junio | 15:30 |
| Sport Huancayo  | 1 - 0 | Universidad San Martín    | Huancayo                  | 1 de julio  | 13:00 |

| Universidad San Martín    | 2 - 1 | Cienciano       | Miguel Grau              | 5 de julio | 15:30 |
| Sport Huancayo            | 1 - 2 | León de Huánuco | Huancayo                 | 6 de julio | 11:00 |
| Sporting Cristal          | 1 - 1 | UTC             | Alberto Gallardo         | 6 de julio | 13:15 |
| Pacífico FC               | 1 - 0 | Real Garcilaso  | Segundo Aranda Torres    | 6 de julio | 15:30 |
| Unión Comercio            | 1 - 0 | FBC Melgar      | Regional IPD             | 7 de julio | 11:00 |
| Universidad César Vallejo | 2 - 2 | Juan Aurich     | Municipal de Casa Grande | 7 de julio | 13:15 |
| José Gálvez               | 2 - 2 | Alianza Lima    | Manuel Rivera Sánchez    | 7 de julio | 15:30 |
| Universitario             | 1 - 1 | Inti Gas        | Monumental               | 7 de julio | 18:00 |

| Cienciano       | 0 - 1 | Sport Huancayo            | Thomas E. Payne           | 9 de julio  | 13:15 |
| Pacífico FC     | 1 - 1 | Sporting Cristal          | Segundo Aranda Torres     | 9 de julio  | 15:30 |
| Inti Gas        | 4 - 0 | Unión Comercio            | Ciudad de Cumaná          | 10 de julio | 11:00 |
| FBC Melgar      | 0 - 2 | Real Garcilaso            | Mariano Melgar            | 10 de julio | 13:15 |
| UTC             | 2 - 1 | Universitario             | Héroes de San Ramón       | 10 de julio | 15:30 |
| Juan Aurich     | 0 - 1 | Universidad San Martín    | Francisco Mendoza Pizarro | 11 de julio | 11:00 |
| León de Huánuco | 0 - 0 | José Gálvez               | Heraclio Tapia            | 11 de julio | 13:15 |
| Alianza Lima    | 0 - 1 | Universidad César Vallejo | Alejandro Villanueva      | 11 de julio | 20:00 |

| Sport Huancayo            | 2 - 1 | Juan Aurich     | Huancayo                 | 13 de julio | 13:15 |
| Cienciano                 | 1 - 1 | Inti Gas        | Thomas E. Payne          | 13 de julio | 15:30 |
| Sporting Cristal          | 0 - 0 | FBC Melgar      | Alberto Gallardo         | 14 de julio | 11:15 |
| Universidad César Vallejo | 0 - 0 | León de Huánuco | Municipal de Casa Grande | 14 de julio | 13:20 |
| Universidad San Martín    | 1 - 0 | Alianza Lima    | Miguel Grau              | 14 de julio | 15:30 |
| Universitario             | 0 - 0 | Real Garcilaso  | Monumental               | 14 de julio | 18:00 |
| José Gálvez               | 0 - 2 | UTC             | Manuel Rivera Sánchez    | 14 de julio | 20:15 |
| Unión Comercio            | 2 - 1 | Pacífico FC     | Regional IPD             | 15 de julio | 11:00 |

| UTC             | 1 - 0 | Unión Comercio            | Héroes de San Ramón       | 19 de julio | 15:45 |
| Juan Aurich     | 6 - 1 | Cienciano                 | Francisco Mendoza Pizarro | 20 de julio | 11:00 |
| Inti Gas        | 0 - 0 | Universidad César Vallejo | Ciudad de Cumaná          | 20 de julio | 13:15 |
| Alianza Lima    | 1 - 0 | Sport Huancayo            | Alejandro Villanueva      | 20 de julio | 15:30 |
| León de Huánuco | 5 - 0 | Universidad San Martín    | Heraclio Tapia            | 21 de julio | 11:00 |
| FBC Melgar      | 2 - 2 | Universitario             | Mariano Melgar            | 21 de julio | 15:15 |
| Pacífico FC     | 2 - 1 | José Gálvez               | Segundo Aranda Torres     | 22 de julio | 15:30 |
| Real Garcilaso  | 3 - 0 | Sporting Cristal          | Municipal de Urcos        | 24 de julio | 11:15 |

| Sport Huancayo            | 0 - 2 | UTC              | Huancayo                  | 2 de agosto | 15:15 |
| Unión Comercio            | 0 - 1 | Real Garcilaso   | Regional IPD              | 3 de agosto | 11:00 |
| Juan Aurich               | 0 - 2 | León de Huánuco  | Francisco Mendoza Pizarro | 3 de agosto | 13:15 |
| Universitario             | 3 - 0 | Sporting Cristal | Monumental                | 3 de agosto | 15:30 |
| Universidad San Martín    | 2 - 0 | Inti Gas         | Miguel Grau               | 3 de agosto | 17:45 |
| José Gálvez               | 1 - 2 | FBC Melgar       | Manuel Rivera Sánchez     | 3 de agosto | 20:50 |
| Universidad César Vallejo | 2 - 0 | Pacífico FC      | Municipal de Casa Grande  | 4 de agosto | 13:05 |
| Cienciano                 | 2 - 1 | Alianza Lima     | Municipal de Espinar      | 4 de agosto | 15:15 |

| UTC              | 2 - 1 | Universidad San Martín    | Héroes de San Ramón   | 9 de agosto  | 15:30 |
| FBC Melgar       | 2 - 2 | Universidad César Vallejo | Mariano Melgar        | 10 de agosto | 11:00 |
| Real Garcilaso   | 3 - 1 | José Gálvez               | Municipal de Urcos    | 10 de agosto | 13:15 |
| Inti Gas         | 1 - 0 | Sport Huancayo            | Ciudad de Cumaná      | 10 de agosto | 15:30 |
| Alianza Lima     | 3 - 1 | Juan Aurich               | Alejandro Villanueva  | 10 de agosto | 17:45 |
| Sporting Cristal | 2 - 0 | Unión Comercio            | Alberto Gallardo      | 11 de agosto | 11:15 |
| León de Huánuco  | 1 - 0 | Cienciano                 | Heraclio Tapia        | 11 de agosto | 13:15 |
| Pacífico FC      | 0 - 1 | Universitario             | Segundo Aranda Torres | 11 de agosto | 15:30 |

| Sport Huancayo            | 3 - 0 | Pacífico FC      | Huancayo                  | 17 de agosto | 13:00 |
| Cienciano                 | 3 - 1 | UTC              | Municipal de Espinar      | 18 de agosto | 12:30 |
| Alianza Lima              | 2 - 1 | León de Huánuco  | Alejandro Villanueva      | 18 de agosto | 15:00 |
| Universidad San Martín    | 1 - 1 | FBC Melgar       | Alberto Gallardo          | 18 de agosto | 15:00 |
| Unión Comercio            | 0 - 1 | Universitario    | Regional IPD              | 18 de agosto | 15:00 |
| Universidad César Vallejo | 1 - 0 | Real Garcilaso   | Municipal de Casa Grande  | 18 de agosto | 15:00 |
| José Gálvez               | 2 - 1 | Sporting Cristal | Manuel Rivera Sánchez     | 18 de agosto | 15:00 |
| Juan Aurich               | 1 - 1 | Inti Gas         | Francisco Mendoza Pizarro | 19 de agosto | 13:15 |

| UTC              | 2 - 1 | Juan Aurich               | Héroes de San Ramón   | 25 de agosto | 15:00 |
| Pacífico FC      | 0 - 0 | Cienciano                 | Segundo Aranda Torres | 25 de agosto | 15:00 |
| León de Huánuco  | 1 - 0 | Unión Comercio            | Heraclio Tapia        | 25 de agosto | 15:00 |
| Inti Gas         | 3 - 1 | Alianza Lima              | Ciudad de Cumaná      | 25 de agosto | 15:00 |
| Real Garcilaso   | 1 - 0 | Universidad San Martín    | Municipal de Urcos    | 25 de agosto | 15:00 |
| Sporting Cristal | 4 - 2 | Universidad César Vallejo | Alberto Gallardo      | 25 de agosto | 15:00 |
| FBC Melgar       | 2 - 0 | Sport Huancayo            | Mariano Melgar        | 25 de agosto | 15:00 |
| Universitario    | 5 - 1 | José Gálvez               | Monumental            | 25 de agosto | 15:00 |

### Resultados
Las filas corresponden a los encuentros de local de cada uno de los equipos, mientras que las columnas corresponden a los encuentros de visitante. Según las filas, los resultados en color azul corresponden a victoria del equipo local, rojo a victoria visitante y blanco a empate.
|                     | AL  | CIE | INT | JG  | AUR | LHU | MEL | PFC | RG  | SHU | SC  | UC  | UCV | USM | U   | UTC |
| ------------------- | --- | --- | --- | --- | --- | --- | --- | --- | --- | --- | --- | --- | --- | --- | --- | --- |
| Alianza Lima        |     | 0-1 | 1-4 | 1-0 | 3-1 | 2-1 | 1-0 | 0-0 | 1-0 | 1-0 | 1-0 | 1-1 | 0-1 | 2-3 | 1-0 | 1-0 |
| Cienciano           | 2-1 |     | 1-1 | 1-0 | 1-1 | 1-0 | 0-0 | 1-0 | 0-1 | 0-1 | 2-0 | 0-2 | 2-1 | 2-0 | 1-1 | 3-1 |
| Inti Gas            | 3-1 | 3-2 |     | 2-0 | 2-2 | 2-0 | 2-1 | 1-1 | 1-2 | 1-0 | 0-0 | 4-0 | 0-0 | 2-0 | 1-3 | 0-2 |
| José Gálvez         | 2-2 | 3-2 | 2-2 |     | 2-2 | 2-6 | 1-2 | 3-1 | 0-0 | 2-1 | 2-1 | 4-1 | 1-1 | 1-2 | 1-3 | 0-2 |
| Juan Aurich         | 0-1 | 6-1 | 1-1 | 3-1 |     | 0-2 | 2-1 | 0-0 | 0-1 | 1-1 | 3-0 | 2-0 | 1-0 | 0-1 | 1-2 | 2-1 |
| León de Huánuco     | 2-2 | 1-0 | 0-0 | 0-0 | 1-1 |     | 0-0 | 3-0 | 1-0 | 2-2 | 1-2 | 1-0 | 2-2 | 5-0 | 2-0 | 2-0 |
| Melgar              | 0-2 | 1-2 | 1-2 | 1-0 | 2-0 | 1-1 |     | 2-0 | 0-2 | 2-0 | 3-0 | 2-1 | 2-2 | 1-0 | 2-2 | 0-0 |
| Pacífico FC         | 1-2 | 0-0 | 1-0 | 2-1 | 1-0 | 0-0 | 0-0 |     | 1-0 | 2-1 | 1-1 | 1-1 | 2-1 | 3-0 | 0-1 | 0-0 |
| Real Garcilaso      | 0-0 | 2-2 | 4-2 | 3-1 | 2-1 | 0-0 | 1-1 | 2-0 |     | 4-0 | 3-0 | 1-0 | 4-0 | 1-0 | 2-1 | 2-0 |
| Sport Huancayo      | 3-2 | 3-0 | 0-2 | 4-1 | 2-1 | 1-2 | 2-2 | 3-0 | 1-1 |     | 2-1 | 1-0 | 1-1 | 1-0 | 1-1 | 0-2 |
| Sporting Cristal    | 2-2 | 5-0 | 5-0 | 4-0 | 1-0 | 3-1 | 0-0 | 2-2 | 2-1 | 2-2 |     | 2-0 | 4-2 | 1-0 | 4-0 | 1-1 |
| Unión Comercio      | 2-1 | 1-1 | 1-1 | 2-2 | 0-1 | 0-0 | 1-0 | 2-1 | 0-1 | 4-0 | 0-3 |     | 1-1 | 2-0 | 0-1 | 0-0 |
| U. César Vallejo    | 1-0 | 1-0 | 1-0 | 3-1 | 2-2 | 0-0 | 4-3 | 2-0 | 1-0 | 1-1 | 1-0 | 3-1 |     | 1-0 | 0-1 | 2-1 |
| U. San Martín       | 1-0 | 2-1 | 2-0 | 3-5 | 2-2 | 0-1 | 1-1 | 3-1 | 0-1 | 1-1 | 0-3 | 3-1 | 0-0 |     | 0-0 | 1-1 |
| Universitario       | 1-0 | 0-0 | 1-1 | 5-1 | 1-0 | 4-0 | 3-0 | 0-0 | 0-0 | 2-3 | 3-0 | 1-0 | 1-0 | 2-0 |     | 0-1 |
| Universidad Técnica | 1-2 | 1-1 | 3-1 | 3-0 | 2-1 | 2-1 | 1-1 | 1-1 | 1-0 | 1-2 | 1-3 | 1-0 | 2-0 | 2-1 | 2-1 |     |

### Evolución de la clasificación
| Equipo / Jornada    | 1  | 2  | 3  | 4  | 5  | 6  | 7  | 8  | 9  | 10 | 11 | 12 | 13 | 14 | 15 | 16 | 17 | 18 | 19 | 20 | 21 | 22 | 23 | 24 | 25 | 26 | 27 | 28 | 29 | 30 |
| Equipo / Jornada    |    |    |    |    |    |    |    |    |    |    |    |    |    |    |    |    |    |    |    |    |    |    |    |    |    |    |    |    |    |    |
| ------------------- | -- | -- | -- | -- | -- | -- | -- | -- | -- | -- | -- | -- | -- | -- | -- | -- | -- | -- | -- | -- | -- | -- | -- | -- | -- | -- | -- | -- | -- | -- |
| Real Garcilaso      | 1  | 1  | 1  | 3  | 6  | 2  | 3  | 3  | 2  | 1  | 6  | 3  | 4  | 2  | 2  | 2  | 3  | 1  | 1  | 2  | 2  | 1  | 1  | 1  | 1  | 1  | 1  | 1  | 1  | 1  |
| Universitario       | 5  | 4  | 9  | 10 | 5  | 11 | 4  | 4  | 5  | 6  | 3  | 5  | 6  | 3  | 3  | 3  | 2  | 2  | 3  | 1  | 1  | 2  | 2  | 3  | 3  | 3  | 2  | 2  | 2  | 2  |
| Sporting Cristal    | 5  | 7  | 3  | 6  | 7  | 4  | 2  | 2  | 1  | 2  | 4  | 2  | 1  | 1  | 1  | 1  | 1  | 3  | 2  | 4  | 3  | 3  | 3  | 2  | 2  | 2  | 3  | 3  | 3  | 3  |
| Universidad Técnica | 10 | 16 | 12 | 8  | 10 | 10 | 10 | 12 | 9  | 8  | 8  | 9  | 10 | 12 | 13 | 13 | 11 | 10 | 10 | 11 | 12 | 11 | 11 | 9  | 8  | 7  | 5  | 4  | 6  | 4  |
| U. César Vallejo    | 12 | 6  | 6  | 12 | 8  | 8  | 5  | 7  | 7  | 4  | 1  | 4  | 2  | 6  | 4  | 6  | 7  | 5  | 4  | 5  | 5  | 6  | 5  | 4  | 5  | 4  | 4  | 5  | 4  | 5  |
| León de Huánuco     | 15 | 7  | 10 | 11 | 12 | 13 | 14 | 15 | 11 | 12 | 9  | 8  | 12 | 13 | 12 | 12 | 13 | 12 | 12 | 9  | 9  | 9  | 7  | 8  | 9  | 8  | 6  | 6  | 7  | 6  |
| Alianza Lima        | 3  | 3  | 2  | 1  | 1  | 1  | 1  | 1  | 3  | 3  | 5  | 6  | 5  | 4  | 8  | 5  | 4  | 4  | 5  | 3  | 4  | 4  | 4  | 6  | 6  | 6  | 7  | 7  | 5  | 7  |
| Inti Gas            | 2  | 2  | 7  | 9  | 4  | 9  | 12 | 14 | 15 | 11 | 13 | 12 | 7  | 8  | 6  | 7  | 5  | 7  | 7  | 7  | 7  | 7  | 8  | 7  | 7  | 9  | 9  | 8  | 9  | 8  |
| Sport Huancayo      | 16 | 11 | 4  | 2  | 3  | 5  | 6  | 6  | 4  | 5  | 2  | 1  | 3  | 5  | 5  | 4  | 6  | 6  | 8  | 6  | 6  | 5  | 6  | 5  | 4  | 5  | 8  | 9  | 8  | 9  |
| Cienciano           | 3  | 7  | 14 | 14 | 14 | 12 | 13 | 8  | 10 | 13 | 14 | 13 | 8  | 9  | 7  | 8  | 9  | 8  | 6  | 8  | 8  | 8  | 9  | 10 | 10 | 12 | 10 | 10 | 10 | 10 |
| FBC Melgar          | 10 | 15 | 16 | 15 | 15 | 15 | 15 | 11 | 13 | 9  | 11 | 10 | 13 | 10 | 10 | 10 | 8  | 9  | 9  | 10 | 11 | 12 | 13 | 13 | 13 | 13 | 13 | 13 | 12 | 11 |
| Juan Aurich         | 12 | 7  | 13 | 4  | 11 | 6  | 7  | 5  | 6  | 7  | 7  | 7  | 9  | 11 | 9  | 9  | 10 | 11 | 13 | 13 | 10 | 10 | 10 | 11 | 11 | 10 | 11 | 11 | 11 | 12 |
| Pacífico FC         | 5  | 4  | 5  | 7  | 9  | 3  | 9  | 10 | 8  | 10 | 12 | 11 | 11 | 7  | 11 | 11 | 12 | 13 | 11 | 12 | 13 | 13 | 12 | 12 | 12 | 11 | 12 | 12 | 13 | 13 |
| U. San Martín       | 12 | 13 | 15 | 16 | 16 | 16 | 16 | 16 | 16 | 16 | 16 | 16 | 16 | 16 | 16 | 16 | 16 | 16 | 16 | 16 | 16 | 16 | 16 | 15 | 15 | 15 | 14 | 14 | 14 | 14 |
| Unión Comercio      | 8  | 14 | 7  | 13 | 13 | 14 | 11 | 13 | 14 | 14 | 15 | 15 | 15 | 15 | 15 | 15 | 15 | 15 | 15 | 14 | 15 | 14 | 14 | 14 | 14 | 14 | 15 | 15 | 15 | 15 |
| José Gálvez         | 8  | 12 | 11 | 5  | 2  | 7  | 8  | 9  | 12 | 15 | 10 | 14 | 14 | 14 | 14 | 14 | 14 | 14 | 14 | 15 | 14 | 15 | 15 | 16 | 16 | 16 | 16 | 16 | 16 | 16 |

## Segunda etapa

### Liguilla A
| #   | Equipo           | PJ | G  | E  | P  | GF | GC | Dif | Pts |
| --- | ---------------- | -- | -- | -- | -- | -- | -- | --- | --- |
| 1.º | Real Garcilaso   | 44 | 22 | 12 | 10 | 63 | 39 | +24 | 77  |
| 2.º | Sporting Cristal | 44 | 22 | 9  | 13 | 76 | 45 | +31 | 75  |
| 3.º | Alianza Lima     | 44 | 19 | 12 | 13 | 57 | 46 | +11 | 70  |
| 4.º | U. César Vallejo | 44 | 18 | 15 | 11 | 56 | 46 | +10 | 69  |
| 5.º | Sport Huancayo   | 44 | 14 | 14 | 16 | 55 | 62 | -7  | 56  |
| 6.º | FBC Melgar       | 44 | 10 | 20 | 14 | 45 | 49 | -4  | 50  |
| 7.º | Unión Comercio   | 44 | 11 | 11 | 22 | 39 | 59 | -20 | 44  |
| 8.º | Pacífico FC      | 44 | 10 | 14 | 20 | 31 | 62 | -31 | 44  |

|                  | AL  | MEL | PFC | RG  | SH  | SC  | UC  | UCV |
| ---------------- | --- | --- | --- | --- | --- | --- | --- | --- |
| Alianza Lima     |     | 2-0 | 3-0 | 2-1 | 1-1 | 0-0 | 3-0 | 1-1 |
| FBC Melgar       | 1-1 |     | 0-0 | 0-0 | 4-4 | 0-0 | 1-1 | 1-1 |
| Pacífico FC      | 1-5 | 1-1 |     | 2-1 | 1-0 | 0-1 | 1-0 | 1-2 |
| Real Garcilaso   | 2-2 | 1-0 | 3-0 |     | 1-1 | 2-1 | 4-0 | 2-2 |
| Sport Huancayo   | 1-1 | 1-0 | 2-1 | 1-2 |     | 2-1 | 1-3 | 1-3 |
| Sporting Cristal | 1-0 | 4-1 | 5-0 | 5-2 | 1-0 |     | 0-1 | 2-0 |
| Unión Comercio   | 1-2 | 0-2 | 4-1 | 1-1 | 2-0 | 0-2 |     | 2-1 |
| U. César Vallejo | 3-0 | 0-2 | 2-0 | 2-0 | 0-0 | 4-2 | 0-0 |     |

|    | Clasificado a la tercera etapa y a la fase de grupos de la Copa Libertadores 2014.                                   |
| +1 | Alianza Lima obtuvo un punto de bonificación por haber obtenido el segundo puesto del Torneo de Promoción y Reserva. |

#### Fixture
| FBC Melgar       | 0 - 0 | Pacífico FC               | Mariano Melgar     | 30 de agosto    | 13:00 |
| Unión Comercio   | 2 - 1 | Universidad César Vallejo | Regional IPD       | 31 de agosto    | 11:15 |
| Sporting Cristal | 1 - 0 | Sport Huancayo            | Alberto Gallardo   | 1 de septiembre | 11:15 |
| Real Garcilaso   | 2 - 2 | Alianza Lima              | Municipal de Urcos | 1 de septiembre | 15:30 |

| Sport Huancayo            | 1 - 0 | FBC Melgar       | Huancayo                 | 14 de septiembre | 11:00 |
| Universidad César Vallejo | 2 - 0 | Real Garcilaso   | Municipal de Casa Grande | 14 de septiembre | 15:00 |
| Alianza Lima              | 3 - 0 | Unión Comercio   | Alejandro Villanueva     | 14 de septiembre | 18:00 |
| Pacífico FC               | 0 - 1 | Sporting Cristal | Segundo Aranda Torres    | 15 de septiembre | 13:15 |

| Sport Huancayo   | 2 - 1 | Pacífico FC               | Huancayo         | 17 de septiembre | 11:15 |
| Unión Comercio   | 1 - 1 | Real Garcilaso            | Regional IPD     | 18 de septiembre | 11:15 |
| FBC Melgar       | 1 - 1 | Universidad César Vallejo | Mariano Melgar   | 25 de septiembre | 13:00 |
| Sporting Cristal | 1 - 0 | Alianza Lima              | Alberto Gallardo | 25 de septiembre | 15:30 |

| Pacífico FC               | 1 - 0 | Unión Comercio   | Segundo Aranda Torres    | 20 de septiembre | 15:30 |
| Universidad César Vallejo | 0 - 0 | Sport Huancayo   | Municipal de Casa Grande | 21 de septiembre | 15:30 |
| Real Garcilaso            | 2 - 1 | Sporting Cristal | Municipal de Urcos       | 22 de septiembre | 13:15 |
| Alianza Lima              | 2 - 0 | FBC Melgar       | Alejandro Villanueva     | 22 de septiembre | 17:45 |

| Pacífico FC      | 1 - 2 | Universidad César Vallejo | Segundo Aranda Torres | 27 de septiembre | 13:30 |
| FBC Melgar       | 0 - 0 | Real Garcilaso            | Mariano Melgar        | 28 de septiembre | 14:45 |
| Sporting Cristal | 0 - 1 | Unión Comercio            | Alberto Gallardo      | 29 de septiembre | 11:15 |
| Sport Huancayo   | 1 - 1 | Alianza Lima              | Huancayo              | 29 de septiembre | 15:30 |

| Unión Comercio   | 0 - 2 | FBC Melgar                | Regional IPD         | 2 de octubre | 11:00 |
| Real Garcilaso   | 1 - 1 | Sport Huancayo            | Municipal de Urcos   | 2 de octubre | 13:15 |
| Sporting Cristal | 2 - 0 | Universidad César Vallejo | Alberto Gallardo     | 2 de octubre | 15:30 |
| Alianza Lima     | 3 - 0 | Pacífico FC               | Alejandro Villanueva | 9 de octubre | 19:30 |

| Pacífico FC               | 2 - 1 | Real Garcilaso   | Segundo Aranda Torres    | 5 de octubre | 15:45 |
| Sport Huancayo            | 1 - 3 | Unión Comercio   | Huancayo                 | 6 de octubre | 11:00 |
| FBC Melgar                | 0 - 0 | Sporting Cristal | Mariano Melgar           | 6 de octubre | 13:15 |
| Universidad César Vallejo | 3 - 0 | Alianza Lima     | Municipal de Casa Grande | 6 de octubre | 15:30 |

| Universidad César Vallejo | 0 - 0 | Unión Comercio   | Municipal de Casa Grande | 19 de octubre | 15:15 |
| Sport Huancayo            | 2 - 1 | Sporting Cristal | Huancayo                 | 20 de octubre | 13:00 |
| Alianza Lima              | 2 - 1 | Real Garcilaso   | Alejandro Villanueva     | 20 de octubre | 17:45 |
| Pacífico FC               | 1 - 1 | FBC Melgar       | Segundo Aranda Torres    | 21 de octubre | 16:00 |

| FBC Melgar       | 4 - 4 | Sport Huancayo            | Mariano Melgar     | 26 de octubre | 15:30 |
| Sporting Cristal | 5 - 0 | Pacífico FC               | Alberto Gallardo   | 27 de octubre | 11:15 |
| Real Garcilaso   | 2 - 2 | Universidad César Vallejo | Municipal de Urcos | 27 de octubre | 13:15 |
| Unión Comercio   | 1 - 2 | Alianza Lima              | Regional IPD       | 27 de octubre | 15:30 |

| Pacífico FC               | 1 - 0 | Sport Huancayo   | Segundo Aranda Torres    | 1 de noviembre | 15:30 |
| Real Garcilaso            | 4 - 0 | Unión Comercio   | Municipal de Urcos       | 2 de noviembre | 11:15 |
| Universidad César Vallejo | 0 - 2 | FBC Melgar       | Municipal de Casa Grande | 2 de noviembre | 13:30 |
| Alianza Lima              | 0 - 0 | Sporting Cristal | Alejandro Villanueva     | 3 de noviembre | 15:30 |

| Sport Huancayo   | 1 - 3 | Universidad César Vallejo | Huancayo         | 9 de noviembre  | 11:15 |
| Sporting Cristal | 5 - 2 | Real Garcilaso            | Alberto Gallardo | 10 de noviembre | 11:15 |
| Unión Comercio   | 4 - 1 | Pacífico FC               | Regional IPD     | 10 de noviembre | 13:20 |
| FBC Melgar       | 1 - 1 | Alianza Lima              | Mariano Melgar   | 10 de noviembre | 15:30 |

| Universidad César Vallejo | 2 - 0 | Pacífico FC      | Municipal de Casa Grande | 15 de noviembre | 15:00 |
| Unión Comercio            | 0 - 2 | Sporting Cristal | Regional IPD             | 16 de noviembre | 13:00 |
| Alianza Lima              | 1 - 1 | Sport Huancayo   | Alejandro Villanueva     | 16 de noviembre | 17:45 |
| Real Garcilaso            | 1 - 0 | FBC Melgar       | Municipal de Urcos       | 17 de noviembre | 11:15 |

| FBC Melgar                | 1 - 1 | Unión Comercio   | Mariano Melgar           | 24 de noviembre | 15:00 |
| Universidad César Vallejo | 4 - 2 | Sporting Cristal | Municipal de Casa Grande | 24 de noviembre | 15:00 |
| Pacífico FC               | 1 - 5 | Alianza Lima     | Segundo Aranda Torres    | 24 de noviembre | 15:00 |
| Sport Huancayo            | 1 - 2 | Real Garcilaso   | Huancayo                 | 24 de noviembre | 15:00 |

| Alianza Lima     | 1 - 1 | Universidad César Vallejo | Alejandro Villanueva | 30 de noviembre | 15:30 |
| Sporting Cristal | 4 - 1 | FBC Melgar                | Alberto Gallardo     | 1 de diciembre  | 15:00 |
| Unión Comercio   | 2 - 0 | Sport Huancayo            | Regional IPD         | 1 de diciembre  | 15:00 |
| Real Garcilaso   | 3 - 0 | Pacífico FC               | Municipal de Urcos   | 1 de diciembre  | 15:00 |

### Liguilla B
| #   | Equipo          | PJ | G  | E  | P  | GF | GC | Dif | Pts |
| --- | --------------- | -- | -- | -- | -- | -- | -- | --- | --- |
| 1.º | Universitario   | 44 | 21 | 13 | 10 | 61 | 39 | +22 | 76  |
| 2.º | UTC             | 44 | 19 | 11 | 14 | 52 | 49 | +3  | 68  |
| 3.º | Inti Gas        | 44 | 17 | 12 | 15 | 63 | 65 | -2  | 63  |
| 4.º | Juan Aurich     | 44 | 17 | 11 | 16 | 66 | 50 | +16 | 62  |
| 5.º | Cienciano       | 44 | 15 | 14 | 15 | 46 | 56 | -10 | 59  |
| 6.º | León de Huánuco | 44 | 14 | 14 | 16 | 49 | 48 | +1  | 56  |
| 7.º | U. San Martín   | 44 | 12 | 11 | 21 | 46 | 60 | -14 | 49  |
| 8.º | José Gálvez     | 44 | 10 | 9  | 25 | 55 | 88 | -33 | 39  |

|                 | CIE | INT | JG  | AUR | LHU | USM | U   | UTC |
| --------------- | --- | --- | --- | --- | --- | --- | --- | --- |
| Cienciano       |     | 2-3 | 2-1 | 2-1 | 1-0 | 1-0 | 1-1 | 2-2 |
| Inti Gas        | 2-2 |     | 1-0 | 2-1 | 1-1 | 3-1 | 3-2 | 2-4 |
| José Gálvez     | 1-0 | 4-0 |     | 0-2 | 1-0 | 2-2 | 2-2 | 2-1 |
| Juan Aurich     | 3-0 | 3-1 | 4-1 |     | 5-0 | 1-0 | 2-4 | 2-0 |
| León de Huánuco | 1-1 | 0-2 | 4-2 | 0-1 |     | 2-1 | 1-0 | 1-2 |
| U. San Martín   | 0-1 | 3-1 | 3-0 | 2-2 | 1-0 |     | 0-0 | 4-0 |
| Universitario   | 1-1 | 3-1 | 1-0 | 0-1 | 2-1 | 0-0 |     | 2-1 |
| UTC             | 1-0 | 1-0 | 1-0 | 1-1 | 1-0 | 3-3 | 1-2 |     |

|    | Clasificado a la tercera etapa y a la fase de grupos de la Copa Libertadores 2014.                                          |
| +2 | La Universidad San Martín obtuvo dos puntos de bonificación por haber obtenido el título del Torneo de Promoción y Reserva. |

#### Fixture
| Universidad San Martín | 1 - 0 | León de Huánuco | Alberto Gallardo      | 31 de agosto    | 13:15 |
| Universitario          | 1 - 1 | Cienciano       | Monumental            | 31 de agosto    | 15:30 |
| José Gálvez            | 2 - 1 | UTC             | Manuel Rivera Sánchez | 31 de agosto    | 17:45 |
| Inti Gas               | 2 - 1 | Juan Aurich     | Ciudad de Cumaná      | 1 de septiembre | 13:15 |

| Juan Aurich     | 1 - 0 | Universidad San Martín | Francisco Mendoza Pizarro | 13 de septiembre | 13:00 |
| León de Huánuco | 0 - 2 | Inti Gas               | Heraclio Tapia            | 14 de septiembre | 13:00 |
| Cienciano       | 2 - 1 | José Gálvez            | Municipal de Espinar      | 15 de septiembre | 11:00 |
| UTC             | 1 - 2 | Universitario          | Héroes de San Ramón       | 15 de septiembre | 15:30 |

| Universidad San Martín | 3 - 1 | Inti Gas        | Alberto Gallardo      | 17 de septiembre | 11:00 |
| Cienciano              | 2 - 2 | UTC             | Municipal de Espinar  | 18 de septiembre | 13:15 |
| José Gálvez            | 1 - 0 | León de Huánuco | Manuel Rivera Sánchez | 19 de noviembre  | 16:00 |
| Universitario          | 0 - 1 | Juan Aurich     | Monumental            | 19 de noviembre  | 20:00 |

| Inti Gas        | 1 - 0 | José Gálvez            | Ciudad de Cumaná          | 22 de septiembre | 11:00 |
| León de Huánuco | 1 - 0 | Universitario          | Heraclio Tapia            | 22 de septiembre | 15:30 |
| Juan Aurich     | 3 - 0 | Cienciano              | Francisco Mendoza Pizarro | 23 de septiembre | 13:00 |
| UTC             | 3 - 3 | Universidad San Martín | Héroes de San Ramón       | 23 de septiembre | 15:45 |

| UTC           | 1 - 1 | Juan Aurich            | Héroes de San Ramón   | 27 de septiembre | 15:45 |
| Universitario | 3 - 1 | Inti Gas               | Monumental            | 28 de septiembre | 17:00 |
| Cienciano     | 1 - 0 | León de Huánuco        | Municipal de Espinar  | 29 de septiembre | 13:15 |
| José Gálvez   | 2 - 2 | Universidad San Martín | Manuel Rivera Sánchez | 29 de septiembre | 17:45 |

| Inti Gas               | 2 - 2 | Cienciano     | Ciudad de Cumaná      | 1 de octubre | 13:00 |
| José Gálvez            | 0 - 2 | Juan Aurich   | Manuel Rivera Sánchez | 2 de octubre | 17:45 |
| León de Huánuco        | 1 - 2 | UTC           | Heraclio Tapia        | 3 de octubre | 15:30 |
| Universidad San Martín | 0 - 0 | Universitario | Nacional              | 3 de octubre | 20:00 |

| Cienciano     | 1 - 0 | Universidad San Martín | Municipal de Espinar      | 6 de octubre  | 13:30 |
| Juan Aurich   | 5 - 0 | León de Huánuco        | Francisco Mendoza Pizarro | 7 de octubre  | 13:00 |
| UTC           | 1 - 0 | Inti Gas               | Héroes de San Ramón       | 7 de octubre  | 15:45 |
| Universitario | 1 - 0 | José Gálvez            | Nacional                  | 30 de octubre | 20:00 |

| UTC             | 1 - 0 | José Gálvez            | Héroes de San Ramón  | 18 de octubre | 15:45 |
| León de Huánuco | 2 - 1 | Universidad San Martín | Heraclio Tapia       | 19 de octubre | 13:00 |
| Juan Aurich     | 3 - 1 | Inti Gas               | Elías Aguirre        | 20 de octubre | 11:00 |
| Cienciano       | 1 - 1 | Universitario          | Municipal de Espinar | 20 de octubre | 15:00 |

| José Gálvez            | 1 - 0 | Cienciano       | Manuel Rivera Sánchez | 25 de octubre | 16:00 |
| Universidad San Martín | 2 - 2 | Juan Aurich     | Alberto Gallardo      | 26 de octubre | 11:00 |
| Inti Gas               | 1 - 1 | León de Huánuco | Ciudad de Cumaná      | 26 de octubre | 13:15 |
| Universitario          | 2 - 1 | UTC             | Monumental            | 26 de octubre | 19:00 |

| Inti Gas        | 3 - 1 | Universidad San Martín | Ciudad de Cumaná          | 1 de noviembre | 13:30 |
| UTC             | 1 - 0 | Cienciano              | Héroes de San Ramón       | 2 de noviembre | 15:45 |
| León de Huánuco | 4 - 2 | José Gálvez            | Heraclio Tapia            | 3 de noviembre | 11:00 |
| Juan Aurich     | 2 - 4 | Universitario          | Francisco Mendoza Pizarro | 3 de noviembre | 13:15 |

| Universidad San Martín | 4 - 0 | UTC             | Alberto Gallardo      | 9 de noviembre  | 15:45 |
| Universitario          | 2 - 1 | León de Huánuco | Monumental            | 9 de noviembre  | 19:00 |
| Cienciano              | 2 - 1 | Juan Aurich     | Municipal de Espinar  | 10 de noviembre | 13:15 |
| José Gálvez            | 4 - 0 | Inti Gas        | Manuel Rivera Sánchez | 10 de noviembre | 17:45 |

| Universidad San Martín | 3 - 0 | José Gálvez   | Alberto Gallardo          | 15 de noviembre | 13:00 |
| León de Huánuco        | 1 - 1 | Cienciano     | Heraclio Tapia            | 16 de noviembre | 15:00 |
| Juan Aurich            | 2 - 0 | UTC           | Francisco Mendoza Pizarro | 17 de noviembre | 13:20 |
| Inti Gas               | 3 - 2 | Universitario | Ciudad de Cumaná          | 17 de noviembre | 15:30 |

| UTC           | 1 - 0 | León de Huánuco        | Héroes de San Ramón       | 24 de noviembre | 15:00 |
| Juan Aurich   | 4 - 1 | José Gálvez            | Francisco Mendoza Pizarro | 24 de noviembre | 15:00 |
| Cienciano     | 2 - 3 | Inti Gas               | Municipal de Espinar      | 24 de noviembre | 15:00 |
| Universitario | 0 - 0 | Universidad San Martín | Monumental                | 25 de noviembre | 17:00 |

| José Gálvez            | 2 - 2 | Universitario | Manuel Rivera Sánchez | 1 de diciembre | 15:00 |
| Universidad San Martín | 0 - 1 | Cienciano     | Alberto Gallardo      | 1 de diciembre | 15:00 |
| Inti Gas               | 2 - 4 | UTC           | Ciudad de Cumaná      | 1 de diciembre | 15:00 |
| León de Huánuco        | 0 - 1 | Juan Aurich   | Heraclio Tapia        | 1 de diciembre | 15:00 |

### Definición del descenso
| 4 de diciembre del 2013, 15:00 | Pacífico FC | 0:1 (0:0) | Unión Comercio | Estadio Francisco Mendoza Pizarro, Olmos                     |                                                              |
|                                |             | Reporte   | Andonaire 86'  | Asistencia: 1.405 espectadores Árbitro(s): Miguel Santivañez | Asistencia: 1.405 espectadores Árbitro(s): Miguel Santivañez |

| Uniformes | Uniformes |
| --------- | --------- |
|           |           |

## Tercera etapa
La tercera etapa —también conocida como play-off— enfrenta a los ganadores de cada liguilla en partidos de ida y vuelta. El equipo que sume la mayor cantidad de puntos al final de la segunda etapa elegirá si empieza de local o de visitante. En esta etapa la diferencia de goles no es tomada en cuenta, por lo que se consagrará campeón el equipo que obtenga más puntos en los dos partidos de los play-off. En caso de que los dos equipos sumen el mismo puntaje se irá a un tercer partido definitorio en el que el ganador resulta campeón del torneo.

### Ida
| 8 de diciembre de 2013, 13:00 | Real Garcilaso                      | 3:2 (2:0) | Universitario                      | Estadio Municipal de Espinar, Espinar                   |                                                         |
|                               | Ortiz 2' · Ferreira 45' · Ramúa 88' | Reporte   | Ruidíaz 68' (pen.) · Fernández 76' | Asistencia: 6.544 espectadores Árbitro(s): Manuel Garay | Asistencia: 6.544 espectadores Árbitro(s): Manuel Garay |

| Uniformes | Uniformes |
| --------- | --------- |
|           |           |

### Vuelta
| 15 de diciembre de 2013, 15:30 | Universitario                                 | 3:0 (2:0) | Real Garcilaso | Estadio Monumental, Lima                                         |                                                                  |
|                                | Guastavino 7' · Fernández 16' · Guarderas 82' | Reporte   |                | Asistencia: 46.824 espectadores Árbitro(s): Victor Hugo Carrillo | Asistencia: 46.824 espectadores Árbitro(s): Victor Hugo Carrillo |

| Uniformes | Uniformes |
| --------- | --------- |
|           |           |

### Tercer partido
| 18 de diciembre de 2013, 13:00 | Real Garcilaso                                                                      | 1:1 (1:1) (0:0) (t. s.)(0:0 t. s.)(4:5 p.) | Universitario                                                                                        | Estadio Huancayo, Huancayo                                 |                                                            |
|                                | Bogado 64'                                                                          | Reporte                                    | Galliquio 51'                                                                                        | Asistencia: 15.200 espectadores Árbitro(s): Henry Gambetta | Asistencia: 15.200 espectadores Árbitro(s): Henry Gambetta |
|                                |                                                                                     | Tiros desde el punto penal                 | |                                                            |                                                            |
|                                | A. Ramúa · C. Ortiz · Fabio Ramos · L. Guadalupe · V. Ferreira · Rey · Ed. Retamoso |                                            | M. Ximénez · C. Gonzales · Alexi Gómez · D. Guastavino · Raúl Ruidíaz · Ángel Romero · Néstor Duarte |                                                            |                                                            |

| Uniformes | Uniformes |
| --------- | --------- |
|           |           |

| Logo Movistar                                          |
| Bandera Universitario de Deportes                      |
| Campeón Nacional Universitario de Deportes 26.º título |

## Tabla acumulada
Muestra los puntos que obtienen los equipos a lo largo de toda la temporada. Sirve para definir la clasificación a los torneos internacionales y la pérdida de categoría.
Tras finalizar primero en la primera etapa, Real Garcilaso clasificó a la primera fase de la Copa Libertadores 2014 como Perú 3 (siempre y cuando termine entre las posiciones 1° y 8° de la tabla acumulada). La acompañarán los otros dos equipos que terminen como líderes de sus liguillas en la segunda etapa, quienes clasificarán a la fase de grupos como Perú 1 y Perú 2  (campeón y subcampeón nacional respectivamente). De darse el caso que Garcilaso gane su liguilla, el cupo Perú 3 pasará al mejor clasificado en la tabla acumulada. Los cuatro equipos subsiguientes accederán a la Copa Sudamericana 2014. Finalmente, los dos equipos con menor puntaje descenderán a Segunda División.
|                              | Pos. | Equipo                    |                       | PJ | PG | PE | PP | GF | GC | Dif. | Pts. |
| ---------------------------- | ---- | ------------------------- | --------------------- | -- | -- | -- | -- | -- | -- | ---- | ---- |
|                              | 1º   | Real Garcilaso (1)        | Ascendió de posición  | 44 | 22 | 12 | 10 | 66 | 32 | +34  | 77   |
|                              | 2º   | Universitario             | Ascendió de posición  | 44 | 21 | 13 | 10 | 61 | 39 | +22  | 76   |
|                              | 3º   | Sporting Cristal          | Se mantuvo            | 44 | 22 | 9  | 13 | 76 | 45 | +31  | 75   |
| Logo Copa TOTAL Sudamericana | 4º   | Alianza Lima              | Se mantuvo            | 44 | 19 | 12 | 13 | 57 | 46 | +11  | 70   |
| Logo Copa TOTAL Sudamericana | 5º   | Universidad César Vallejo | Se mantuvo            | 44 | 18 | 15 | 11 | 56 | 46 | +10  | 69   |
| Logo Copa TOTAL Sudamericana | 6º   | UTC                       | Se mantuvo            | 44 | 19 | 11 | 14 | 52 | 49 | +3   | 68   |
| Logo Copa TOTAL Sudamericana | 7º   | Inti Gas                  | Se mantuvo            | 44 | 17 | 12 | 15 | 63 | 65 | -2   | 63   |
|                              | 8º   | Juan Aurich               | Se mantuvo            | 44 | 17 | 11 | 16 | 66 | 50 | +16  | 62   |
|                              | 9º   | Cienciano                 | Se mantuvo            | 44 | 15 | 14 | 15 | 46 | 56 | -10  | 59   |
|                              | 10º  | León de Huánuco           | Se mantuvo            | 44 | 14 | 14 | 16 | 49 | 48 | +1   | 56   |
|                              | 11º  | Sport Huancayo            | Se mantuvo            | 44 | 14 | 14 | 16 | 55 | 62 | -7   | 56   |
|                              | 12º  | FBC Melgar                | Se mantuvo            | 44 | 10 | 20 | 14 | 45 | 49 | -4   | 50   |
|                              | 13º  | Universidad San Martín    | Se mantuvo            | 44 | 12 | 11 | 21 | 46 | 60 | -14  | 49   |
|                              | 14º  | Unión Comercio            | Ascendió de posición  | 44 | 11 | 11 | 22 | 39 | 59 | -20  | 44   |
| Descendió                    | 15º  | Pacífico FC               | Descendió de posición | 44 | 10 | 14 | 20 | 31 | 67 | -36  | 44   |
| Descendió                    | 16º  | José Gálvez               | Se mantuvo            | 44 | 11 | 9  | 25 | 58 | 93 | -35  | 42   |

- Real Garcilaso perdió el punto (1) obtenido en la quinta fecha ante León de Huánuco por inscribir a 5 extranjeros en lista de 18 jugadores; además, se le adjudicó 3 goles en contra.

- PJ = Partidos jugados; G = Partidos ganados; E = Partidos empatados; P = Partidos perdidos; GF = Goles a favor; GC = Goles en contra; Dif = Diferencia de goles; PTS = Puntos.

- Criterios de clasificación: 1) Puntos; 2) Diferencia de goles; 3) Goles a favor; 4) Resultado entre clubes involucrados.

|  | Clasificado a la fase de grupos de la Copa Libertadores 2014 |
|  | Clasificado a la primera fase de la Copa Libertadores 2014   |
|  | Clasificado a la Copa Sudamericana 2014                      |
|  | Descendido a la Segunda División 2014                        |

### Evolución de la clasificación
| Equipo / Jornada    | 31 | 32 | 33 | 34 | 35 | 36 | 37 | 38 | 39 | 40 | 41 | 42 | 43 | 44 |
| Equipo / Jornada    |    |    |    |    |    |    |    |    |    |    |    |    |    |    |
| ------------------- | -- | -- | -- | -- | -- | -- | -- | -- | -- | -- | -- | -- | -- | -- |
| Real Garcilaso      | 1  | 1  | 1  | 1  | 1  | 1  | 1  | 1  | 3  | 2  | 3  | 3  | 2  | 1  |
| Universitario       | 2  | 2  | 2  | 3  | 2  | 3  | 3  | 3  | 1  | 1  | 1  | 1  | 1  | 2  |
| Sporting Cristal    | 3  | 3  | 3  | 2  | 3  | 2  | 2  | 2  | 2  | 3  | 2  | 2  | 3  | 3  |
| Alianza Lima        | 5  | 4  | 5  | 4  | 4  | 4  | 5  | 4  | 4  | 4  | 4  | 4  | 4  | 4  |
| U. César Vallejo    | 7  | 6  | 4  | 6  | 5  | 5  | 4  | 6  | 5  | 6  | 5  | 5  | 5  | 5  |
| Universidad Técnica | 4  | 7  | 7  | 7  | 7  | 6  | 6  | 5  | 6  | 5  | 6  | 6  | 6  | 6  |
| Inti Gas            | 6  | 5  | 6  | 5  | 6  | 7  | 7  | 8  | 8  | 7  | 7  | 7  | 7  | 7  |
| Juan Aurich         | 14 | 12 | 11 | 11 | 11 | 11 | 10 | 9  | 9  | 10 | 11 | 8  | 8  | 8  |
| Cienciano           | 10 | 10 | 10 | 10 | 10 | 10 | 9  | 10 | 11 | 11 | 10 | 11 | 11 | 9  |
| León de Huánuco     | 8  | 8  | 9  | 9  | 9  | 9  | 11 | 11 | 10 | 8  | 8  | 9  | 9  | 10 |
| Sport Huancayo      | 9  | 9  | 8  | 8  | 8  | 8  | 8  | 7  | 7  | 9  | 9  | 10 | 10 | 11 |
| FBC Melgar          | 11 | 11 | 12 | 13 | 13 | 12 | 12 | 12 | 12 | 12 | 12 | 12 | 12 | 12 |
| U. San Martín       | 12 | 13 | 13 | 12 | 12 | 13 | 13 | 14 | 13 | 14 | 13 | 13 | 13 | 13 |
| Unión Comercio      | 15 | 15 | 16 | 16 | 15 | 15 | 15 | 15 | 15 | 15 | 15 | 15 | 15 | 14 |
| Pacífico FC         | 13 | 14 | 14 | 14 | 14 | 14 | 14 | 13 | 14 | 13 | 14 | 14 | 14 | 15 |
| José Gálvez         | 16 | 16 | 15 | 15 | 16 | 16 | 16 | 16 | 16 | 16 | 16 | 16 | 16 | 16 |

## Estadísticas
A continuación, se detallan las listas con los máximos goleadores de Primera División
- Actualizada el 15 de diciembre de 2013.

Fuente: ADFP

### Máximos goleadores
| Pos. | Jugador           | Equipo           | Goles |
| ---- | ----------------- | ---------------- | ----- |
| 1.º  | Raúl Ruidíaz      | Universitario    | 21    |
| 1.º  | Víctor Rossel     | Unión Comercio   | 21    |
| 3.º  | Irven Ávila       | Sporting Cristal | 18    |
| 3.º  | Germán Alemanno   | U. César Vallejo | 18    |
| 3.º  | Ramón Rodríguez   | Cienciano        | 18    |
| 6.º  | Roberto Ovelar    | Juan Aurich      | 17    |
| 7.º  | Sergio Ibarra     | Sport Huancayo   | 16    |
| 8.º  | Fernando Oliveira | Inti Gas         | 15    |
| 9.º  | Luis Perea        | U. San Martín    | 14    |
| 9.º  | Jersson Vásquez   | José Gálvez      | 14    |
| 9.º  | Daniel Chávez     | U. César Vallejo | 14    |
| 9.º  | Mauricio Montes   | Real Garcilaso   | 14    |
| 13.º | Bernardo Cuesta   | Melgar           | 13    |
| 13.º | Víctor Ferreira   | Real Garcilaso   | 13    |
| 15°  | Johan Fano        | León de Huánuco  | 12    |
| 16°  | Fabio Ramos       | Real Garcilaso   | 11    |
| 16°  | Víctor Guazá      | UTC              | 11    |
| 16°  | Renzo Sheput      | Sporting Cristal | 11    |
| 19°  | Walter Ibáñez     | Alianza Lima     | 10    |
| 19°  | Ryan Salazar      | Sport Huancayo   | 10    |
| 19°  | Germán Pacheco    | Juan Aurich      | 10    |
| 19°  | Pedro Ascoy       | León de Huánuco  | 10    |

#### Tripletes o más
| Fecha      | Jugador | Goles                   | Local                |  | Resultado |  | Visitante           |
| ---------- | ------- | ----------------------- | -------------------- |  | --------- |  | ------------------- |
| 20-07-2013 | Pacheco | 11' · 39' · 41'         | Juan Aurich          |  | 6:1       |  | Cienciano           |
| 21-07-2013 | Ascoy   | 31' · 62' · 67'         | C.D. León de Huánuco |  | 5:0       |  | San Martín          |
| 25-08-2013 | Ruidíaz | 6' · 56' · 78' · 81'    | Universitario        |  | 5:1       |  | José Gálvez F.C.    |
| 06-10-2013 | Rossel  | 27' (p) · 51' (p) · 83' | Sport Huancayo       |  | 1:3       |  | C.D. Unión Comercio |
| 27-10-2013 | Ávila   | 33' · 64' · 89'         | Sporting Cristal     |  | 5:0       |  | Pacífico F.C.       |
| 10-11-2013 | Ávila   | 33' · 64' · 89'         | Sporting Cristal     |  | 5:2       |  | Real Garcilaso      |

## Asistencia y recaudación
La primera tabla muestra la cantidad de espectadores que acumuló cada equipo en sus respectivos partidos de local. Se asigna en su totalidad el mismo número de espectadores a ambos protagonistas de un juego, además de distinguir entre pagantes e invitados. También se muestra el promedio de espectadores por partido y la recaudación bruta. La segunda tabla, por su parte, muestra la cantidad total de espectadores que presenciaron los partidos de cada equipo.
| #   | Equipo              | PJ | Pagantes | Invitados | Total     | Promedio | Recaudación (S/.) |
| --- | ------------------- | -- | -------- | --------- | --------- | -------- | ----------------- |
| 1°  | Universitario       | 15 | 167.934  | 18.601    | 186.535   | 12.436   | 3.613.053,47      |
| 2°  | Alianza Lima        | 15 | 118.119  | 55.738    | 173.857   | 11.590   | 2.606.039,16      |
| 3°  | Sporting Cristal    | 15 | 103.165  | 10.557    | 113.722   | 7.581    | 2.161.054,60      |
| 4°  | Universidad Técnica | 15 | 83.213   | 4.744     | 87.957    | 5.864    | 2.145.825,50      |
| 5°  | U. César Vallejo    | 15 | 58.679   | 10.428    | 69.107    | 4.607    | 1.045.100,70      |
| 6°  | Cienciano           | 15 | 79.317   | 9.876     | 89.193    | 5.946    | 1.024.999,30      |
| 7°  | FBC Melgar          | 15 | 58.781   | 7.973     | 66.754    | 4.450    | 746.318,50        |
| 8°  | Sport Huancayo      | 15 | 28.805   | 6.932     | 35.737    | 2.382    | 631.057,60        |
| 9°  | Pacífico FC         | 15 | 24.688   | 4.105     | 28.793    | 1.920    | 592.989,40        |
| 10° | José Gálvez         | 15 | 40.166   | 7.868     | 48.034    | 3.202    | 540.686,50        |
| 11° | León de Huánuco     | 15 | 39.941   | 1.125     | 41.066    | 2.738    | 490.101,00        |
| 12° | Inti Gas            | 15 | 47.386   | 3.975     | 51.361    | 3.424    | 417.113,65        |
| 13° | Unión Comercio      | 15 | 15.144   | 4.996     | 20.140    | 1.343    | 398.663,80        |
| 14° | Juan Aurich         | 15 | 19.824   | 8.157     | 27.981    | 1.865    | 362.574,60        |
| 15° | Real Garcilaso      | 15 | 33.702   | 7.153     | 40.855    | 2.724    | 331.885,70        |
| 16° | U. San Martín       | 15 | 13.519   | 5.800     | 19.319    | 1.288    | 202.846,00        |
| -   | Total               | -  | 932.383  | 168.028   | 1.100.411 | 4.585    | 17.310.309,48     |